# Simon Blaczyk
Simon Blaszczyk dit Blaczyk est un footballeur français né le 18 avril 1928 à Sallaumines et mort le 26 juillet 1993 à Chambéry.
Il était défenseur, notamment à Valenciennes et à Grenoble.

## Palmarès
- Finaliste de la Coupe de France 1951 (avec l'US Valenciennes-Anzin)